# Cdv Software Entertainment
cdv Software Entertainment AG (с 1994 по 2000 — cdv Software GmbH) — немецкая компания по изданию компьютерных игр, специализирующаяся в области стратегий для персональных компьютеров. cdv была основана в 1989 году в Карлсруэ, Германия Вольфгангом Геблером и Кристиной Опперман. В апреле 2000 года cdv внесли в список на Франкфуртской фондовой бирже. Кроме того, она полностью владеет дочерней компанией в Кэри, Северная Каролина, США. 12 апреля 2010 года заявила о банкротстве.

## История
Основан в 1989 году как коммерческий партнёр «Wolfgang Gäbler» Кристиной Опперманн, а затем преобразовалась в акционерное общество. Издавала Doom, Duke Nukem и Sudden Strike на территории Германии, а Codename Panzer и Казаки на международный рынок. Именно из-за Sudden Strike и серий игр Казаки CDV получила прибыль в размере 1.8 млн евро. В следующем году выпустила несколько дополнений к этим играм, что позволило компании получить увеличить объём продаж да 22 млн евро и прибыль в размере 1.2 млн евро.
В 2002 году в компании застой и в своём отсчёте сообщила о потере 185 тыс. евро. В 2003 году компания выделила 7.2 млн евро на регистрацию названий игр, которые либо были отменены во время разработки, либо не оправдали ожидания продаж (например Лула 3D и Neocron). Позже сообщила о потери 11 млн евро. В связи с этим компания сократила половину рабочего состава.
Компания получила прибыль в размере 2.5 млн евро за продажи недавно выпущенных игр Блицкриг и дополнений к ней. Но в 2005 году компания в своём финансовом отсчёте не получила никакой потери, однако из-за Казаки 2 и Блицкриг II не оправдали результаты продаж компании.
В 2006 году цена акции упала до рекордно низкого уровня: финансовый отсчёт за февраль 2006 год сообщил об убытке в размере 8.2 млн евро. На акционерном собрании CDV Software предложили продать все права на игры War Front, Jack Keane из-за "несостоятельности в третьем квартале". Однако, CDV Software, по заявлению совета, продолжал сдерживать свои позиции по сравнению с конкурентами.
В последнее время в компании работало несколько человек и в течение времени акции компании упали. 12 апреля компания CDV подала заявление о банкротстве.

## Некоторые изданные игры
- Karpov Schach 2000
- Beyond Divinity
- Cossacks: European Wars
- Cossacks 2
- American Conquest
- Divine Divinity
- Sudden Strike
- Blitzkrieg
- серия Lula
- Codename: Panzers Phase One
- Codename: Panzers Phase Two
- Darkstar One
- Breed
- War Front: Turning Point
- The Mystery of the Druids